# Velma Šarićová
Velma Šaričová (* 8. dubna 1979 Vlasenica, Bosna a Hercegovina) je novinářka a vedoucí Post-conflict Research centra – organizace pro budování míru zalouženou v Sarajevu, která pracuje pro kulitvaci prostředí udržitelnosti míru v Bosně a Herzegovině a v balkánském regionu. Také je obránce pro lidská práva.

## Kariéra novinářky
Pracovala jako soudní novinářka pro Balkánskou novinářskou síť (BIRN), asociace soudních reportérů v Bosně a Hercegovině a institut pro válečné a mírové zpravodajství.